# Piasecki HRP Rescuer

El Piasecki HRP-1 Rescuer, también conocido como Piasecki PV-3, fue un helicóptero con rotor en tándem de transporte y rescate, diseñado por Frank Piasecki y fabricado por Piasecki Helicopter.  El Piasecki PV-3 entró en servicio como HRP-1 Rescuer en los cuerpos de la  Armada de los Estados Unidos , los  Guardacostas de los Estados Unidos , y el  Cuerpo de Marines de los Estados Unidos . Una variante mejorada, conocida como PV-17, se diseñó a partir del PV-3, que posteriormente entraría en servicio como el HRP-2 Rescuer.

## Variantes

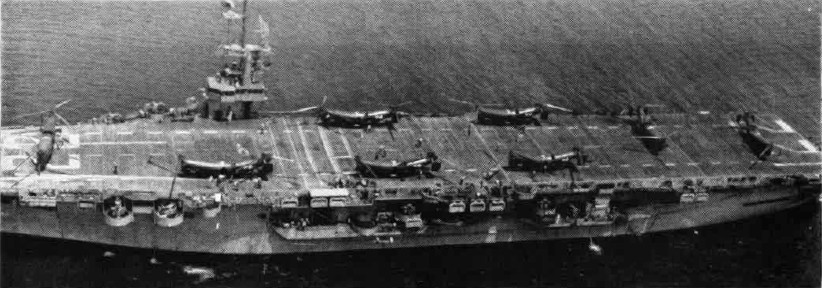
Helicópteros Piasecki HRP-1 sobre la cubierta del USS Palau (CVE-122) en 1951.

PV-3
Prototipo equipado con un motor a pistón Wright R-975; una única unidad fabricada.
XHRP-1
Designación militar para dos PV-3, uno para pruebas estáticas, y otro para pruebas en vuelo.
HRP-1
Variante de producción inicial, 35 unidades fabricadas.
HRP-1G
Tres HRP-1 para los Guardacostas de los Estados Unidos.
HRP-2
Variante modernizada, 5 unidades fabricadas.

## Usuarios
Estados Unidos
- Armada de los Estados Unidos
- Guardacostas de los Estados Unidos
- Cuerpo de Marines de los Estados Unidos

```
Referencia datos
: Enciclopedia Ilustrada de Aviación Vol.11 pag.2716 (Piasecki HRP-2)
```

### Características generales
- Longitud: 16,46 m
- Diámetro rotor principal: 12,50 m
- Altura: 4,52 m
- Área circular: 245,30 m²
- Peso vacío: 2.400 kg
- Peso máximo al despegue: 3.280 kg
- Planta motriz:  radial Pratt & Whitney R-1340-AN-1.
  - Potencia: 441 kW (592 HP; 600 CV) cada uno.

### Rendimiento
- Velocidad nunca excedida (Vne): 170 km/h
- Velocidad crucero (Vc): 150 km/h
- Alcance: 480 km

### Desarrollos relacionados
- Piasecki H-21

### Aeronaves similares
- Yakovlev Yak-24

### Secuencias de designación
- Secuencia PV-_ (interna de Piasecki): PV-2 - PV-3 - PV-14 - PV-15 - PV-17
- Secuencia HR_P (Helicópteros de Transporte de la Armada estadounidense, 1944-1962 (Piasecki, 1946-1962)): HRP

### Listas relacionadas
- Anexo:Aeronaves militares de los Estados Unidos (navales)